# Mohamed Mamdouh Shebib
Mohamed Mamdouh Hashem Shebib (arabisch محمد ممدوح هاشم شبيب, DMG Muḥammad Mamdūḥ Hāšim Šabīb, * 1. April 1989 in Kairo) ist ein ägyptischer Handballspieler. Der 1,94 m große Kreisläufer spielt seit 2024 für den nordmazedonischen Erstligisten RK Eurofarm Pelister und steht zudem im Aufgebot der ägyptischen Nationalmannschaft.

## Karriere

### Verein
Mohamed Mamdouh Shebib, dessen Vater bereits professionell Handball in Ägypten und Deutschland gespielt hat, war zunächst in seiner Heimatstadt Kairo für den Zamalek SC aktiv. Mit dem Hauptstadtklub gewann er einmal die CAHB Champions League sowie je dreimal den CAHB-Pokal der Pokalsieger und den CAHB Supercup. Ab der Saison 2013/14 lief er für den katarischen Verein Al-Jaish auf, mit dem er zweimal die asiatische Champions League gewann. Nach zwei Jahren kehrte er zu Zamalek zurück, wo er Meister, Pokalsieger, CAHB-Champions-League-Sieger und Pokalsieger der Pokalsieger wurde. 2016 wechselte der Kreisläufer in die französische Starligue zu Pays d’Aix UC. Im Dezember 2017 nahm ihn Montpellier Handball unter Vertrag. Mit dem französischen Rekordmeister gewann er als erster Ägypter die EHF Champions League. Im Endspiel erzielte er fünf Treffer. Zu Beginn der Saison 2018/19 besiegte er mit Montpellier Paris Saint-Germain im französischen Supercup. Ab 2019 lief er für den rumänischen Verein CS Dinamo Bukarest auf, mit dem er 2019 den Supercup, 2020, 2021 und 2022 den Pokal sowie 2021, 2022 und 2023 die Meisterschaft feiern konnte. Anschließend wechselte er zum saudi-arabischen Erstligisten Khaleej Club. Seit Oktober 2024 steht er beim nordmazedonischen Erstligisten RK Eurofarm Pelister unter Vertrag.

### Nationalmannschaft
Seit seinem Debüt im Jahr 2009 bestritt Mohamed Mamdouh Shebib bisher über 254 Länderspiele für die ägyptische Nationalmannschaft, in denen er 311 Tore erzielte. 2013 gewann er mit der Auswahl die Mittelmeerspiele, 2015 die Afrikaspiele und die Militärweltspiele sowie 2016, 2020 und 2022 die Afrikameisterschaft. Er stand zudem im Aufgebot für die Weltmeisterschaften 2009, 2011, 2013, 2017, 2019 und 2021. Auch für die Olympischen Spiele in Rio de Janeiro und die Olympischen Spiele in Tokio wurde er in den Kader berufen.

### Erfolge
- mit Zamalek SC
  - 1× Ägyptischer Meister: 2016
  - 1× Ägyptischer Pokalsieger: 2016
  - 2× CAHB Champions League: 2011, 2015
  - 2× CAHB-Pokal der Pokalsieger: 2011, 2016
  - 3× CAHB-Supercup: 2010, 2011, 2012

- mit Al-Jaish
  - 2× Asiatische Champions League: 2013, 2014

- mit Montpellier Handball
  - 1× EHF Champions League: 2018
  - 1× Trophée des champions: 2018

- mit CS Dinamo Bukarest
  - 3× Rumänischer Meister: 2021, 2022, 2023
  - 3× Rumänischer Pokalsieger: 2020, 2021, 2022
  - 1× Rumänischer Supercupsieger: 2019

- mit der Nationalmannschaft
  - Olympische Spiele: 4. Platz 2020
  - Weltmeisterschaft: 7. Platz 2021
  - Afrikameisterschaft:
    - Gold 2016, 2020, 2022
    - Silber 2010, 2018
    - Bronze 2014

  - Afrikaspiele: Gold 2015
  - Militärweltspiele: Gold 2015
  - Mittelmeerspiele: Gold 2013

- persönliche Auszeichnungen
  - bester Kreisläufer der Afrikameisterschaft: 2016, 2018